# Scoposeni (Gorban), Iași
Scoposeni este un sat în comuna Gorban din județul Iași, Moldova, România.